# Экваториальная Франция

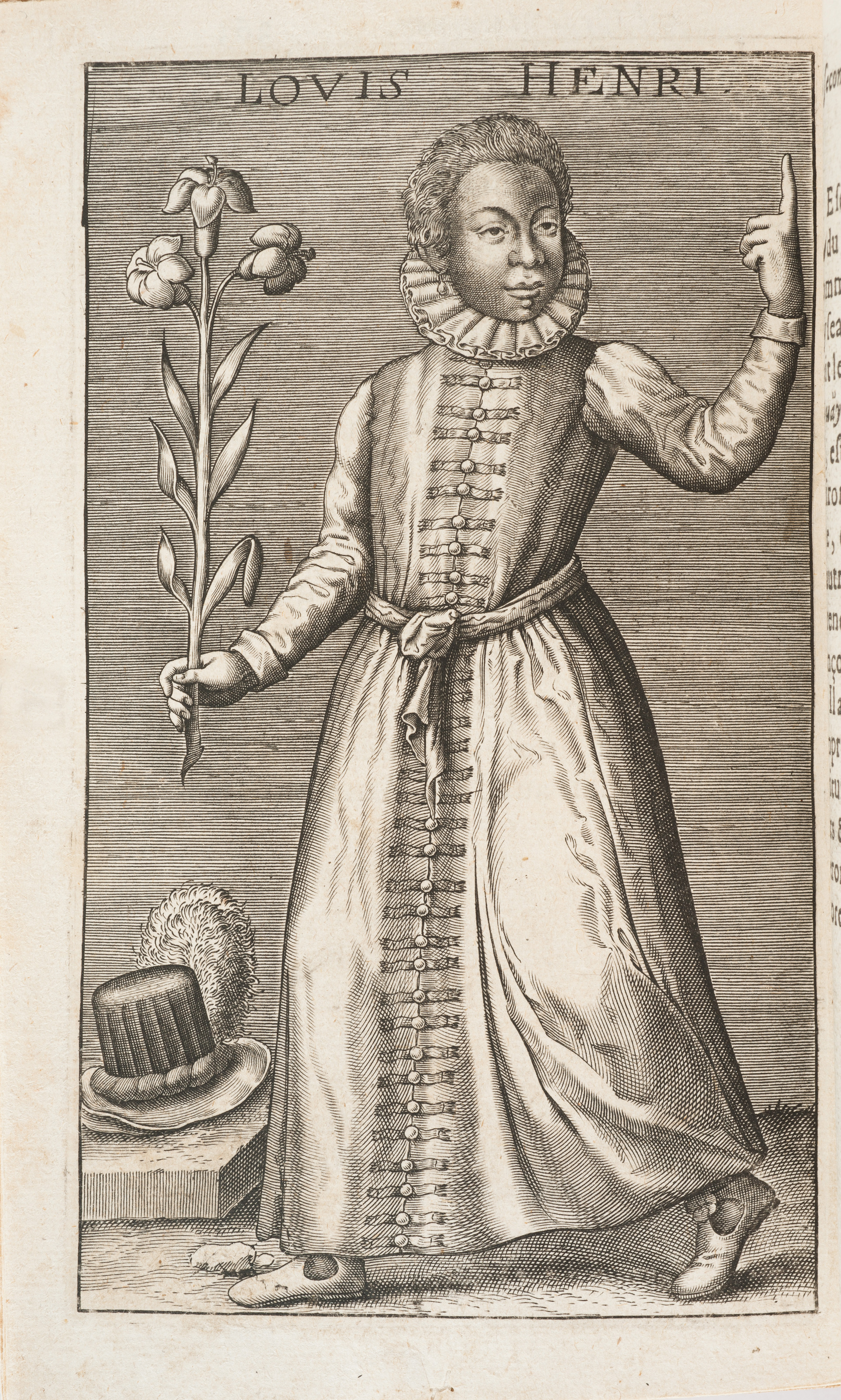
Бразильский туземец, привезённый в 1613 г. ко двору Людовика XIII

Экваториальная Франция (фр. France Équinoxiale) — вторая после Антарктической Франции французская колония в Южной Америке, существовавшая в период 1612—1616 годов. Располагалась на территории современной Бразилии, в городе Сан-Луис (штат Мараньян). Была быстро ликвидирована португальскими силами.

## История
Колония появилась в 1612 году, после того как французская экспедиция отправилась из города Канкаль в Бретани. Её командиром был Даниэль де ля Туш, сеньор Равардьера. Воспользовавшись ослаблением позиций португальцев в годы унии с Испанией, 500 французских колонистов прибыло на территорию штата Мараньян в Бразилии. К слову, место для будущего поселения французский капитан присмотрел ещё в 1604 году, но смерть короля отложила его планы начать колонизацию данной территории. Основанное ими поселение получило название «Сен-Луи», в честь французского короля (Людовик XIII).
В 1616 году колония была разрушена португальцами, но вскоре восстановлена под управлением теперь уже бразильских колониальных властей, став известной в дальнейшем как город Сан-Луис: сейчас это единственный из административных центров штатов Бразилии, который основала Франция, а не Португалия.

## Последствия
Несмотря на своё начальное поражение, французы освоились в Южной Америке и уже 10 лет спустя, в 1626 году приступили к освоению территории Французской Гвианы, до настоящего времени управляемой Францией.